# Supermarket Fantasy
Supermarket Fantasy è il tredicesimo album del gruppo musicale giapponese Mr. Children pubblicato il 12 dicembre 2008. L'album è arrivato alla prima posizione della classifica Oricon ed ha venduto 1 277 906 copie.

## Tracce
1. Shuumatsu no Confidence Song (終末のコンフィデンスソング Confidence Song of the End) - 5:11
2. HANABI (Fireworks) - 5:44
3. Esora (エソラ) - 5:06
4. Koe (声 Voice) - 4:18
5. Shounen (少年 Boys) - 5:38
6. Tabidachi no uta (旅立ちの唄 Song of the Journey) - 5:37
7. Kuchi ga Subette (口がすべって A Slip of the Tongue) - 4:14
8. Suijou Bus (水上バス Overwater Bus) - 5:06
9. Tokyo (東京) - 4:38
10. Rock 'n Roll (ロックンロール) - 3:31
11. Hitsuji, Hoeru (羊、吠える Sheep, Howl) - 4:41
12. Kaze to Hoshi to Mebiusu no Wa (風と星とメビウスの輪 The Wind, The Stars, and Moebius' Circle) - 5:17
13. GIFT   - 5:45
14. Hana no Nioi (花の匂い A Flower's Scent) - 5:11